# NGC 1472
NGC 1472 (również PGC 14050) – galaktyka soczewkowata (S0), znajdująca się w gwiazdozbiorze Erydanu. Odkrył ją w 1886 roku Ormond Stone.